# Castelo Kelburn

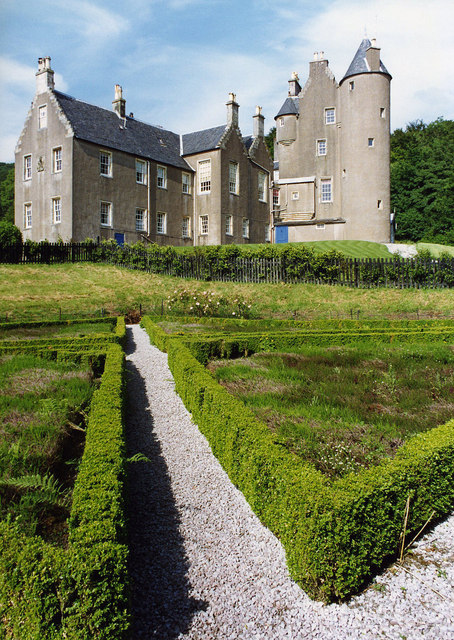
Vista do castelo e jardim.

O Castelo Kelburn (em inglês:  Kelburn Castle) é um castelo do século XVI localizado em Largs, South Ayrshire, Escócia.

## História
Este foi o local de residência dos Condes de Glasgow, da família Boyle; a propriedade está em sua posse desde o século XII/século XIII.
O castelo mantém-se uma propriedade privada, apesar de os jardins e propriedade estarem abertas ao público, através de marcação antecipada.
Encontra-se classificado na categoria "A" do "listed building" desde 14 de abril de 1971.

## Estrutura
Consiste e dois edifícios distintos, uma fortaleza do final do século XVI, com quatro pisos, com torres circulares e nesta uma mansão do século XVIII que foi adicionada. Algumas partes desta extensão são datadas de 1722; um contrato para esta extensão torna claro que anteriormente houve um outro edificio que foi demolido, para o presente ser construído.
Um escudo por cima da porta original de entrada da torre, agora convertida em janela, está datada de 1581.